# Maria Miller

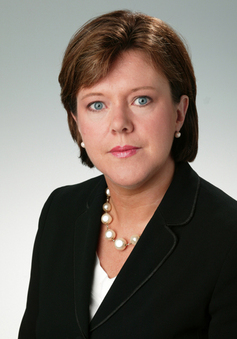
Rt Hon Maria Miller MP

Dame Maria Miller DBE (* 26. März 1964 in Wolverhampton) ist eine britische Politikerin der Conservative Party und seit 2005 für den Wahlkreis Basingstoke Mitglied des House of Commons. Von September 2012 bis April 2014 war sie Ministerin für Kultur, Medien und Sport (Secretary of State for Culture, Media and Sport) sowie Ministerin für Frauen und Gleichstellung im Kabinett von Premierminister David Cameron.
Nach einer Spesenaffäre trat sie von diesem Amt zurück. Zurzeit ist sie Vorsitzende des Ausschusses für Frauen und Gleichberechtigung.
Miller wurde im Rahmen der „2022 Birthday Honours“ für parlamentarische und öffentliche Dienste zum Dame Commander of the Order of the British Empire (DBE) ernannt.